# (7297) 1992 UG
1992 يو جي (ويعرف أيضًا باسم (7297) 1992 يو جي وفق تسمية الكوكب الصغير) (بالإنجليزية: 1992 UG)‏ هو كويكب ضمن حزام الكويكبات؛ وترتيبه 7297 من حيث الاكتشاف.
اكتُشف هذا الجُرم الفلكي بواسطة Atsushi Sugie ‏ في 21 أكتوبر 1992.

## وصلات خارجية
- (7297) 1992 UG في قاعدة بيانات مختبر الدفع النفاث لأجرام النظام الشمسي الصغيرة

- الاكتشاف · مخطط المدار ·  العناصر المدارية · المعلمات المادية

- (7297) 1992 UG على موقع ويكي سكاي: DSS2, SDSS, GALEX, IRAS, Hydrogen α, X-Ray, Astrophoto, Sky Map, Articles and images